# Washington Monument (Baltimore)

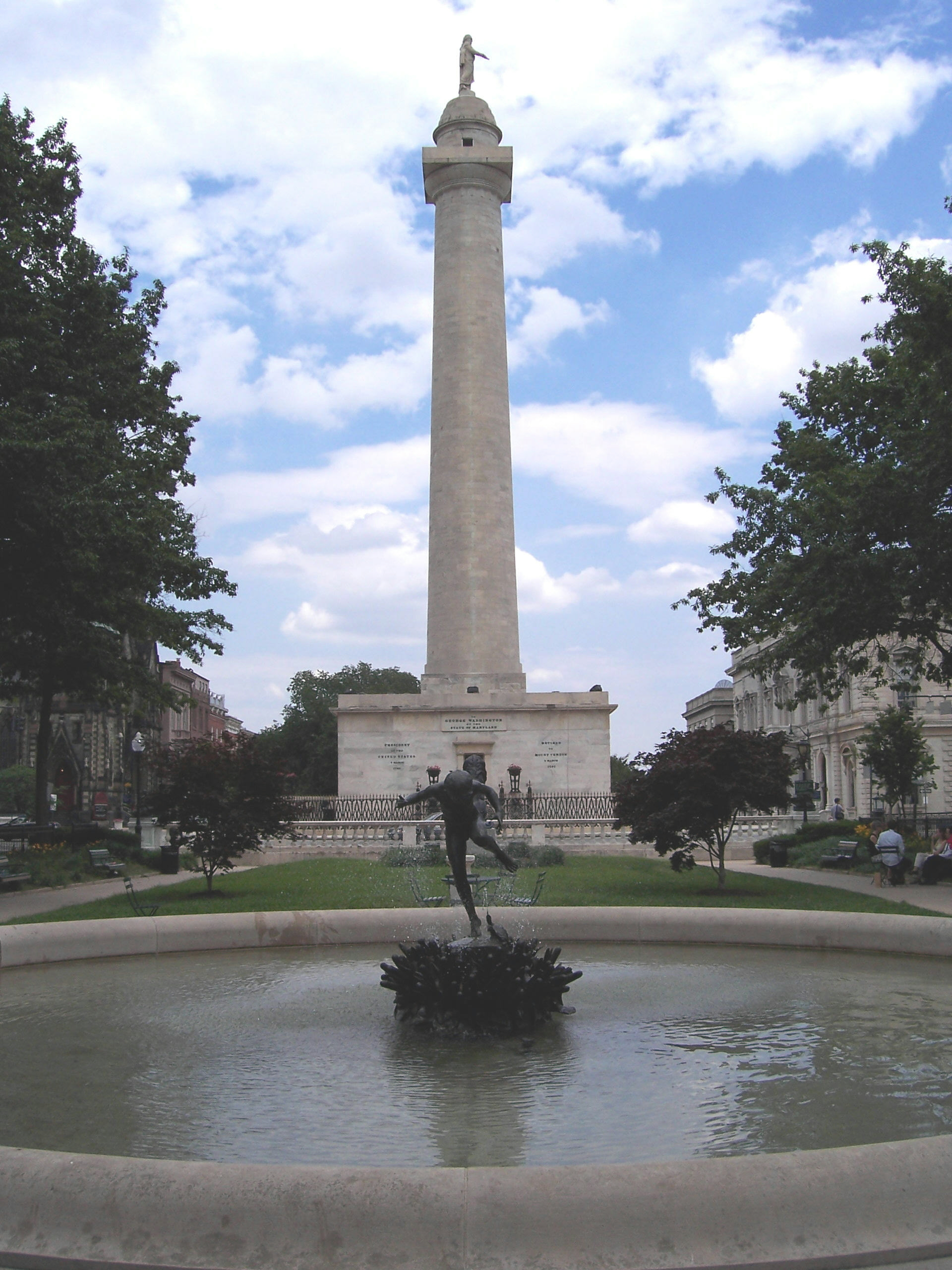
Das Washington Monument in Baltimore

Das Washington Monument ist ein Denkmal am Mount Vernon Place im Stadtteil Mount Vernon in Baltimore im US-Bundesstaat Maryland. Es ist das erste bedeutende Denkmal zu Ehren von George Washington.
Der Entwurf des Denkmals stammt von dem amerikanischen Architekten Robert Mills, welcher auch das gleichnamige Washington Monument in der Bundeshauptstadt Washington, D.C. entworfen hat.

## Geschichte
Im Jahre 1813 wurde in Baltimore ein Architekturwettbewerb ausgeschrieben. Der Gewinner sollte $500 für den Bau eines Monumentes zur Erinnerung an George Washington mit einem Budget von $100.000 erhalten. Der Entwurf des Architekten Robert Mills konnte sich 1814 durchsetzen.
Der Bau begann mit der Grundsteinlegung am 4. Juli 1815 im Rahmen der Feierlichkeiten zum Unabhängigkeitstag. Die Fertigstellung erfolgte im Jahr 1829. 

## Maße
Das Denkmal besteht aus einer weißen Marmorsäule im dorischen Stil mit einer Höhe von 54,45 Meter(178 Fuß und 8 Zoll). Das Fundament bildet eine Galerie mit einem Treppenaufgang. Über insgesamt 227 Stufen kann eine Aussichtsplattform erreicht werden.